# Jacques Pannier
Pour les articles homonymes, voir Pannier.
Jacques Pannier, né le 12 juillet 1869 à Saint-Prix et mort le 29 novembre 1945 à Laroche, est un pasteur et bibliothécaire français. Il est président de la Société de l'histoire du protestantisme français de 1939 à 1945.

## Biographie
Jacques Augustin Pannier est le fils de l’archiviste et bibliothécaire à la Bibliothèque nationale, Léopold Pannier. Il fait ses études à l'École libre des sciences politiques, puis à la faculté de théologie protestante de Paris, où il soutient sa thèse de baccalauréat en théologie, intitulée Le témoignage du Saint-Esprit, essai sur l'histoire du dogme dans la théologie réformée, le 25 juillet 1893. Il est pasteur de l'Église réformée à Nauroy dans l'Aisne, à Corbeil, puis à Paris. Il exerce son ministère à Hanoï, de 1901 à 1904, puis dirige l'école préparatoire de théologie des Batignolles. 
Durant la Première Guerre mondiale, il est affecté en novembre 1914 comme brancardier auprès du 33e corps. Il sert en Artois, à Verdun et dans la Somme durant la durée de la guerre, et reçoit la croix de guerre en 1915. Après l'armistice, il est mis à disposition du comité de propagande française et effectue des missions en Angleterre et en Écosse, jusqu'en décembre 1918, date à laquelle il est démobilisé.
Il est ensuite nommé conservateur de la bibliothèque et du musée de la Société de l'histoire du protestantisme français en 1923. Il participe au comité de la société à partir de 1908, et est élu président en 1939 à la suite de François de Witt-Guizot. Il s'occupe notamment de la fondation d'un musée consacré à Calvin, dans la maison natale de celui-ci, à Noyon. Il participe à la rétrospective de l'Exposition coloniale de 1931 et à la publication de l'ouvrage L'Expansion française outre-mer et les protestants français,. Il est membre de la Société de l'histoire de France à partir de 1894, et élu au conseil de la société en 1925. Il soutient une thèse de doctorat es lettres sur l'histoire de l'Église réformée de Paris sous Henri IV, dirigée par Alfred Rébelliau, puis une thèse de théologie à la faculté de Strasbourg, sur l'Église réformée de Paris sous Louis XIII, sous la direction de Jean Monnier. 
Il est l'époux de Jane Pannier, présidente du Comité national des Unions chrétiennes de jeunes filles de 1931 à 1944, puis première présidente de la Cimade,.
Il meurt subitement dans un train en gare de Laroche dans l'Yonne, le 29 novembre 1945.

## Publications
- L’Église de Paris sous Henri IV, Paris, H. Champion, 1911.
- L’Église de Paris sous Louis XIII (1610-1621), Paris, H. Champion, 1922.
- L’Église de Paris sous Louis XIII (1621-1629 environ), Paris, H. Champion, 1931.

- Les Œuvres de Calvin, Paris, Je sers, 1935.
- « Un héros du XVIe siècle. Le réformateur des Pays-Bas Guy de Bray », Bruxelles et Calais, La Gerbe, [Brochure reprenant une conférence donnée à Valenciennes] (BNF 32506237)
- Notice historique sur Nauroy et ses environs au point de vue des origines et du développement du protestantisme (1559-1837), Librairie Fischbacher, Paris, 1897.

## Distinctions
- 1912 : prix Jean-Jacques-Berger de l'Institut de France sur proposition de l'Académie française pour L'Église réformée de Paris sous Henri IV[13]
- 1915 :  Croix de guerre 1914–1918[4]
- 1923 : prix Thérouanne de l'Académie française pour L’Église réformée de Paris sous Louis XIII (1610-1621)[14]
- 1932 : prix Jean-Jacques-Berger de l'Institut de France sur proposition de l'Académie française pour L'Église réformée de Paris sous Louis XIII (1610-1621)[15].
- 1932 :  Chevalier de la Légion d'honneur, sur contingent du ministère des Colonies[6]
- 1939 : prix Saintour de l'Académie française pour Les œuvres de Calvin[14]